# Roland Alexandre
Pour les articles homonymes, voir Roland Alexandre (homonymie) et Alexandre.
Roland Alexandre, né en France en 1921, mort à Gross-Rosen en 1944, fut, pendant la Seconde Guerre mondiale, un agent secret français du Special Operations Executive. Il fut déporté et exécuté par les Allemands à l'été 1944.

## Identités
- État civil : Roland Eugène Jean Alexandre
- Comme agent du SOE
  - Nom de guerre (field name) : « Astre »[2]
  - Nom de code opérationnel : SURVEYOR (en français GÉOMÈTRE)

Parcours militaire : SOE, section F, General List ; grade : lieutenant ; matricule : 306148.
Pour accéder à une photographie de Roland Alexandre, se reporter au paragraphe Sources et liens externes en fin d’article.

## Éléments biographiques
Roland Alexandre, fils de M. et Marie Alexandre, Vincennes, était mécanicien d'avion dans la vie civile. Âgé de 22 ans, il fut parachuté dans la nuit du 6 au 7 février 1944 aux environs de Poitiers, pour monter et diriger dans la région le réseau SURVEYOR à partir des contacts de France Antelme chez les cheminots. Lors de ce parachutage, il y avait aussi :
- Robert Byerly, Américain, son radio,
- François Deniset, Canadien, affecté à Henri Garry comme instructeur en maniement d'armes,
- Jacques Ledoux, Anglo-Français, qui venait lancer autour du Le Mans UC un nouveau réseau, ORATOR.

Tous les quatre furent arrêtés à l’atterrissage, et auraient été exécutés en captivité à Gross-Rosen, en août ou septembre 1944.

## Reconnaissance

### Distinction
La brochure Le Mémorial de la section F ne mentionne aucune distinction.

### Monuments
- En tant que l'un des 104 agents du SOE section F morts pour la France, Roland Alexandre est honoré au mémorial de Valençay (Indre).
- Brookwood Memorial, Surrey, panneau 21, colonne 3.
- Au mémorial du camp de concentration de Gross-Rosen, situé près de Rogoźnica (Pologne), une plaque honore la mémoire des dix-neuf agents de la section F qui ont été exécutés en août-septembre 1944, dont Roland Alexandre. Réalisée en granit local, en provenance d'une carrière où devaient travailler les détenus, elle a été élevée sur l'initiative du Holdsworth Trust.